# Корнеенко, Леонид Леонидович
Леони́д Леони́дович Корнее́нко (бел. Леанід Карніенка; род. 20 августа 1987 года в Климовичах, Могилёвская область) — белорусский лыжник, серебряный призёр чемпионата мира 2007 года на дистанции 15 км.

## Биография
Участвовал в соревнованиях с 2005 года. В Кубке мира дебютировал 17 декабря 2006 года в эстафете (14-е место во французском Ла-Клюза).

### Чемпионат мира по лыжным видам спорта 2007
На чемпионате мира 2007 года в японском Саппоро 24 февраля Корнеенко вышел на старт скиатлона 15+15 км, но не сумел финишировать.
28 февраля практически никому неизвестный 19-летний белорусский лыжник сенсационно выиграл серебро на дистанции 15 км свободным стилем с раздельным стартом. К этому моменту Леонид даже ни разу не выходил на старт этапов Кубка мира в личных гонках, занимая в рейтинге ФИС на этой дистанции место в седьмой сотне. Из-за этого Корнеенко стартовал под третьим номером в группе слабейших и сумел завершить дистанцию до того, как пошёл сильный снег. Очень долгое время результат Корнеенко (36:25,8) оставался лучшим на финише, пока Леонида на 35,8 сек не опередил норвежец Ларс Бергер, стартовавший под 55-м номером. Фавориты гонки Тобиас Ангерер, Аксель Тайхман, Александр Легков, Франц Гёринг, Андерс Сёдергрен, стартовавшие в 110-х номерах, не сумели улучшить результат белоруса (только Ангерер, занявший третье место, проиграл Корнеенко менее 30 секунд). При этом за несколько минут до финиша фаворитов снег прекратился, и некоторые из них сумели отыграть большое отставание буквально на нескольких километрах, но этого не хватило, чтобы опередить Бергера и Корнеенко. Корнеенко стал первым в истории белорусом, выигравшим медаль на чемпионатах мира по лыжным видам спорта. В состав сборной на этой дистанции тренеры решили поставить молодого спортсмена после того, как он стал вторым в этом виде программы на чемпионате Беларуси. После финиша Леонид сообщил, что вообще мог не приехать на чемпионат мира, так как собирался принимать участие в молодёжном первенстве мира, но его сроки перенесли, из-за этого было решено ехать в Японию. Корнеенко также неожиданно заявил, что «никакой сенсации не вижу. Медали завоевали те, кто хотел завоевать». Благодаря своему успеху Леонид заработал президентскую стипендию
2 марта Леонид выступил в составе белорусской команды в эстафете 4×10 км, где с партнёрами по сборной занял 13-е место.

### После чемпионата мира 2007 года
В Кубке мира Корнеенко никогда не попадал в личных гонках даже в 10-ку лучших, выступая в основном в спринте. Последний раз на старт Кубка мира выходил в начале февраля 2010 года в Канаде, где занял 60-е место на дистанции 15 км. На чемпионате мира 2009 года выступил неудачно. На Олимпийских играх 2010 года в Ванкувере Корнеенко в личном спринте и на дистанции 15 км остался за пределами 50 лучших. В командном спринте выступал вместе с опытным Сергеем Долидовичем, из-за ошибки Леонида (он перепутал трассу) команда не сумела финишировать в полуфинале.
Осенью 2010 года получил травму, не связанную с тренировочным процессом. Долго восстанавливался, сумел вернуться на трассы только в 2015 году. В Кубке мира после 2010 года не выступал, принимал участие в чемпионате Беларуси, нескольких гонках FIS.
Живёт в Минске.